# Joseph Batut
Pour les articles homonymes, voir Batut.
Antoine Joseph Batut, né le 25 mars 1882 à Arcueil (Val-de-Marne) et mort le 10 février 1947 à Villeneuve-le-Roi (Val-de-Marne) est un prêtre séculier du diocèse de Versailles (Seine-et-Oise) dont le ministère se déroule dans deux paroisses : celle de la basilique Saint-Denys d'Argenteuil et celle de la Faisanderie de Villeneuve-le-Roi. Dans chacune d'elles il se consacre particulièrement à l'animation et la direction du patronage paroissial.

## Biographie

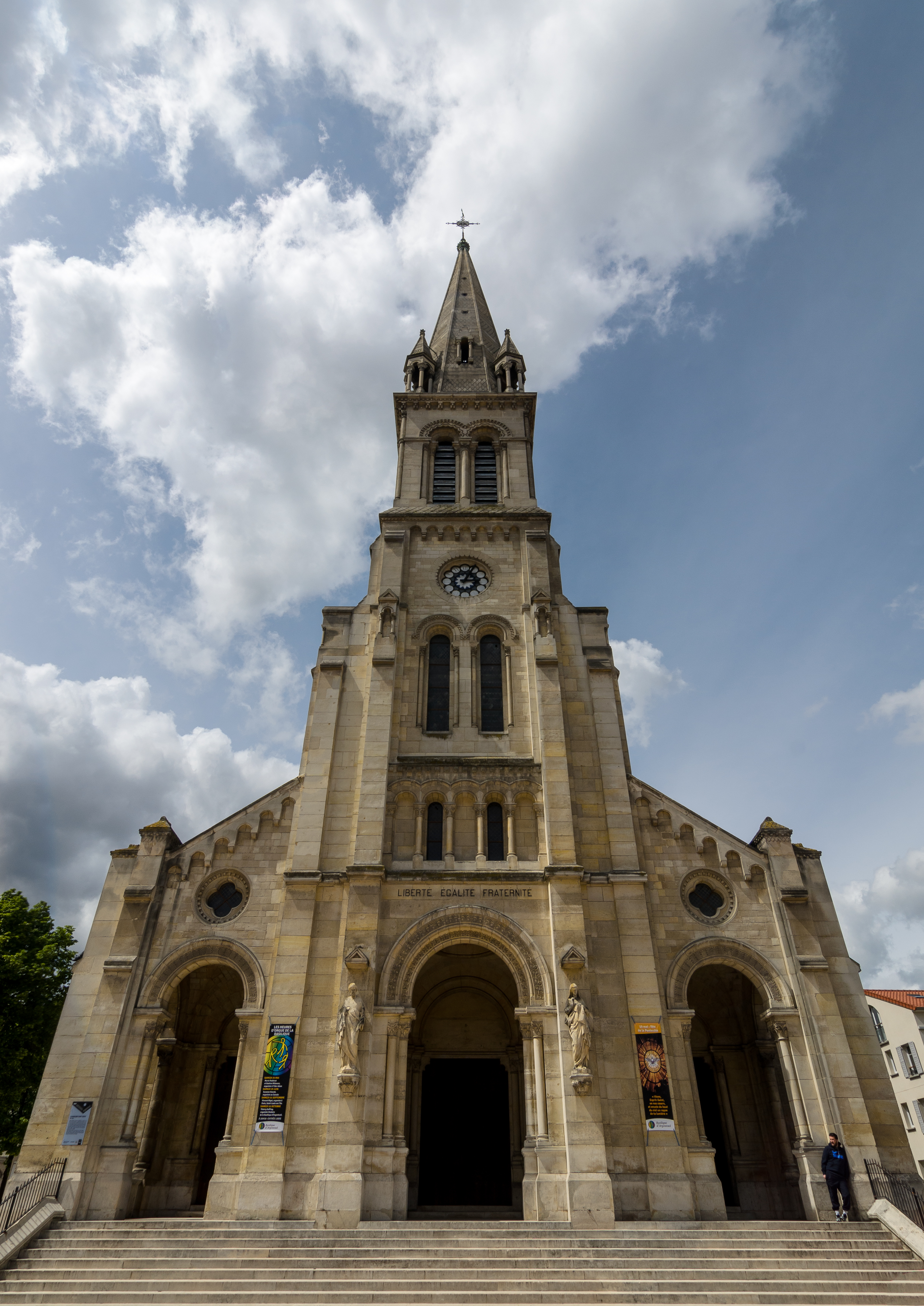
La Basilique Saint-Denys d'Argenteuil.

L'abbé Joseph Batut, né le 25 mars 1882 à Arcueil, compte dans sa famille plusieurs religieux célèbres dont le père Gaschon, toujours vénéré dans la région d'Ambert et le cardinal Joseph Bernet archevêque d'Aix-en-Provence et commandeur de la légion d'honneur, tous deux grands-oncles paternels. Son grand-père maternel, Louis-Eugène Bion, ainsi que son grand-oncle Paul-Laurent Bion sont deux des premiers prieurs du Tiers-Ordre dominicain rétabli par Henri Lacordaire. Il commence ses études à l'école de la paroisse Saint-François-Xavier de Paris chez les frères de la doctrine chrétienne puis à la Maison d'éducation de la rue Notre-Dame-des-Champs. Il les poursuit au petit puis au grand séminaire de Versailles. Ordonné prêtre le 29 juin 1906 en la cathédrale Saint-Louis de Versailles, il est nommé, pour son premier poste, vicaire à la basilique Saint-Denys d'Argenteuil le 29 juillet 1906. Le 15 novembre 1907 les statuts du patronage paroissial fondé en 1884 sont enregistrés en préfecture sous le nom de Saint-Georges d'Argenteuil. Monsieur Watelet est élu président de la nouvelle association qui compte alors 240 membres et la direction spirituelle en est confiée à l’expérimenté abbé Chapeau assisté par deux jeunes arrivants : les abbés Leroy et Batut, ce dernier étant chargé de la gymnastique où il succède à l'abbé Seigneur. Cette tâche d'animateur de patronage qui lui échoit n'est pas sans risques : le 8 juin 1906 à Paris le patronage Saint-Joseph des Épinettes, agressé par des militants laïcs lors d'un déplacement, laisse sur le terrain un mort et deux blessés graves dont le prêtre-directeur.

## Argenteuil et la Saint-Georges

### Un vicaire-gymnaste
Dès l'année suivante à Croissy, la Saint-Georges remporte pour la première fois le drapeau de Seine-et-Oise. En 1909, au concours international de Visé, en Belgique, elle se classe dans toutes les épreuves aux 10 premières places sur 65 associations, terminant 3e dans deux d'entre elles. 
La même année à l'occasion du 25e anniversaire du patronage, le curé-chanoine Jacquemot rend hommage au directeur-adjoint : « l'abbé Batut, c'est le mécanicien qu'on ne voit pas mais sans lequel la terrible panne serait à redouter. Il dirige tambours et clairons, il connaît les mystères de la combinaison des couleurs et des jeux du pinceau ; pour lui l'électricité n'a pas de secrets et si nos salles elles-mêmes ont un petit air de vie et de bonne humeur, c'est à M. l’abbé Batut que nous le devons ». À partir de témoignages divers, Tony Froissart considère l'abbé Batut comme l'incarnation de la débrouillardise et de la polyvalence qui caractérisent selon lui tous les pionniers du sport populaire de Seine-et-Oise auquel il a consacré son ouvrage. Chaque jeudi et dimanche après-midi il encadre aussi 80 à 100 jeunes d'âge scolaire réunis dans la cour du patronage.
Au printemps 1911, la Saint-Georges se déplace à Nancy pour participer au concours organisé par le docteur Paul Michaux, président de la Fédération gymnastique et sportive des patronages de France (FGSPF). Le 12 juin 1912 à Maisons-Laffitte la section d'athlétisme remporte le championnat régional devant Versailles et Saint-Cloud et 50 sociétaires sont engagés à la Société mixte de tir. En juin 1913 les préparatifs du grand concours interrégional organisé à Argenteuil sur le terrain du Marais ont surexcité les anticléricaux du cru qui redoutent qu'un succès apporte une croissance de popularité. À minuit, alors que la dernière société hébergée a rejoint son cantonnement, la tribune officielle est incendiée mais les dégâts sont mineurs et le concours reste une grande réussite due encore à l'abbé Batut. La saison se termine par un camp itinérant qui s'achève à Cherbourg où l'évêque de Versailles se déplace en personne pour évaluer l'intérêt de l'expérience.

### La Grande Guerre
En juillet 1914 la clique décroche à nouveau la canne-major et la gymnastique le drapeau au concours régional de l'Isle-Adam mais quelques jours plus tard, avec le "père Bat", deux tiers des membres partent au front en chantant et beaucoup n'en reviendront pas. 
Pendant toutes les hostilités, à Argenteuil le patronage fonctionne grâce notamment à l'abbé Batut, mobilisé sur le front des Vosges comme brancardier à l'hôpital de Bourbonne-les-Bains qui lui consacre toutes ses permissions. Ainsi le bulletin des paroisses doctobre 1917 mentionne « cinq équipes de foot engagées en 3 FA » et l'équipe première en Coupe de France dont la création ne date que du mois de janvier de l'année en cours. On note aussi la reprise automnale du basket-ball, du cross, de la préparation militaire, de la gymnastique, des clairons et tambours et des écoliers du jeudi après-midi. Le 17 novembre 1918, 2 000 personnes se pressent dans la basilique pour le Te Deum de la victoire mais 67 membres de la Saint-Georges, soit 10 % des victimes argenteuillaises, manquent à l'appel.

### La direction du patronage
Ce sacrifice des gymnastes des patros a contribué à éteindre l'hostilité anticléricale. Si les rapports avec les pouvoirs publics ne deviennent pas vraiment fusionnels, le rapport de force qui s'établit là avec les anticléricaux tourne vite à l'avantage du "père Bat" comme le reconnaît lors d'une réunion pédagogique un instituteur local : « tant que l'abbé Batut sera à Argenteuil, il sera impossible de fonder un patronage laïc à côté du sien ». Démobilisé en février 1919, il se voit confier dès juillet la direction générale de la Saint-Georges mais il n'a pas attendu cette date pour relancer les activités et le 4 août 1919 la gymnastique est prête pour participer au grand concours de Strasbourg qui célèbre le retour de l'Alsace dans nos frontières. L'athlétisme redémarre en 1920 ainsi que la préparation militaire. Le 14 juillet de cette même année, lors du premier championnat qui suit l'armistice, au concours de Maisons-Laffitte, la gymnastique conforte son titre de championne de Seine-et-Oise conquis en 1914. Dix jours plus tôt une plaque gravée des soixante-sept noms des membres tombés au champ d'honneur, dont trois prêtres, est inaugurée et bénite. 
La société est agréée le 16 mars 1921. Une ère de gloire commence pendant laquelle l'athlétisme ne le cède en rien aux festivals de gymnastique et 11 équipes de football font le bonheur des patronages parisiens en Coupe de France. Tous les soirs le père Bat est disponible de 19 h 30 à 23 h dans les locaux du patronage ; il connaît tout le monde et a pour chacun le mot qu'il faut. Son exemple n'est probablement pas étranger à la vague de vocations religieuses qui traverse alors la Saint-Georges dont l'abbé Paul Louis. La relève est bien présente avec 200 ou 300 gosses qui traînent, chaque jeudi jusqu'aux pentes du bois de Cormeilles, la fameuse carriole chargée de goûters, boissons, pansements. Cette carriole suit aussi les déplacements sportifs avec les casse-croûtes du midi et le petit matériel nécessaire aux démonstrations. L'été, des séances d'initiation à la natation déplacent tout ce beau monde jusqu'à l'île de la Jatte.

### Les centres de vacances
En 1922, pour faire face aux premiers congés payés des jeunes travailleurs, l'abbé Batut contacte la Ligue maritime et coloniale française dont le camp nautique de Bouafles près des Andelys a pour mission d'initier des vocations maritimes parmi les jeunes. Pendant quatre ans, l'expérience perdure à la satisfaction des deux parties. En 1923, alors que quelques jours plus tôt le père Batut arpente le Champ de Mars avec gymnastes et musiciens au concours international réunissant 600 sociétés, 23 000 gymnastes et 5 000 musiciens, le directeur de la ligue lui laisse carte blanche par lettre du 18 juillet pour le représenter avec la Saint-Georges aux fêtes de la mer de Boulogne-sur-Mer : « Vous êtes un organisateur superbe de prévoyance et d'ordre. Tout ce que vous ferez sera bien fait ».  
En 1924, les épreuves nautiques des Jeux olympiques de Paris se déroulent sur le bassin d'Argenteuil. Le vent olympique souffle donc sur la ville qui voit aussi partir le tour de France cycliste cette même année. Dès le printemps, l'abbé Batut acquiert un canot à rames avec moteur auxiliaire pour l'entraînement des pilotins à domicile. Huit d'entre eux descendent la Seine jusqu'à Bouafles. Neuf obtiennent le certificat de préparation aux services de la Flotte avec les félicitations du jury et la ligue maritime en sélectionne 25 pour les fêtes de la mer de Calais avec une traversée vers Folkestone en Angleterre. Les six équipes de football terminent chacune en tête de leur série et les gymnastes rapportent toujours le drapeau régional du concours de La Courneuve.

### Curé suppléant

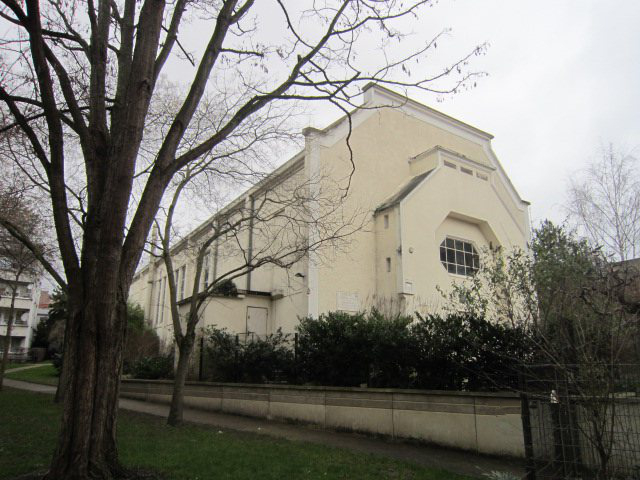
La salle Saint-Georges, un chantier initié par l'abbé Batut qui perdure au XXIe siècle.

La saison 1924-1925 confirme la ligne ascendante : les résultats au brevet de préparation militaire sont toujours aussi probants ; l'équipe 1 de football conserve le challenge des équipes premières de Seine-et-Oise et se qualifie pour la Coupe de France des patronages ; les athlètes se classent 2e de Seine-et-Oise à Sucy-en-Brie, le 22 juin, derrière l'Étoile de Saint-Leu. Le 5 juillet, au concours régional de Meudon-la-Forêt, la Saint Georges conserve tous les challenges qu'elle détient depuis 1914 : adultes, pupilles, clairons et tambours restent premiers de Seine-et-Oise. 
Le père Batut doit suppléer le curé-doyen Jacquemot, malade, qui meurt en 1925. Chargé de la direction de la paroisse, il n'est plus aussi présent à la Saint-Georges mais il en consolide les structures. En remplacement du camp de Bouafles, la première colonie de vacances pour les enfants d'Argenteuil s'installe l'année suivante à Lélex dans l'Ain. Pour la première fois, 25 grands et 35 petits en profitent. Pour couronner cette saison exceptionnelle le stade de la Saint Georges, situé à Gennevilliers de l'autre côté de la Seine, est inauguré le 19 septembre. 
La Saint-Georges gagne encore le concours régional qui réunit, le 20 juin 1926 à Versailles, 3 000 gymnastes pour 75 sociétés. La saison 1926-1927 enfin reste dans toutes les mémoires : outre la brillante saison des crossmen, les footballeurs écrasent l'Éveil de Lyon, par 6 à 1, le 13 février en championnat fédéral . L'événement principal reste le concours interrégional de gymnastique d'Argenteuil présidé le 10 juillet par l'évêque de Versailles et le président de la FGSPF François Hébrard : 60 sociétés, 3 000 gymnastes et musiciens, 10 000 spectateurs, une tribune officielle avec toutes les autorités civiles et militaires locales restent dans les mémoires. La Saint-Georges qui remporte encore la compétition demande au moment des résultats à être mise hors-concours et confie pour un an le drapeau régional aux seconds : l'abbé Batut tire ainsi sa révérence sur un geste fort.

## La Faisanderie de Villeneuve-le-Roi

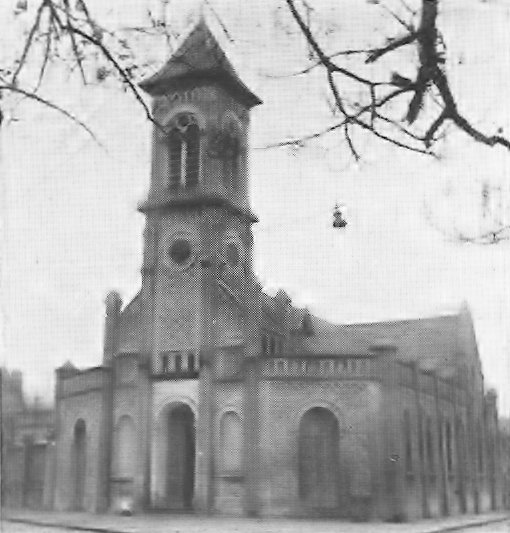
L'église de la Faisanderie à Villeneuve-le-Roi.

### Curé de la Faisanderie
Le 19 août 1928 l'abbé Batut doit quitter Argenteuil pour fonder dès le 9 septembre une nouvelle paroisse dans le lotissement de la Faisanderie à Villeneuve-le-Roi où une simple chapelle de secours accueille alors les services religieux. Son premier souci est de lancer une souscription et un emprunt pour construire la salle paroissiale sur un terrain qu'il défriche lui-même, puis d'agrandir l'église en 1932. Sans aide financière de l'évêché, c'est toute une cité paroissiale qui sort progressivement de terre. Pour financer l'ensemble, l'abbé Batut lance dès 1930 une caisse de crédit mutuel qui, à la déclaration de guerre, atteint son troisième million. Chaque année une grande kermesse permet de rembourser les emprunts de la paroisse auprès de cette caisse. Pendant ce temps à Argenteuil la salle Saint-Georges, chantier qu'il a initié, est inaugurée le 1er février 1931. L'abbé Batut est nommé chanoine honoraire le 22 novembre 1936. 
En 1939, afin d'aider les familles de ce lotissement très populaire, l'abbé ouvre un secrétariat social doublé d'une Association des pères de famille. Pendant l'Occupation il est chargé par la délégation spéciale de la régulation du ravitaillement du lotissement, transformant la salle paroissiale en dépôt de farine. Dénoncé comme terroriste par malveillance, il n'échappe que de fort peu à la gestapo le 24 août 1944. Entre-temps il a été nommé vice-doyen de Juvisy-sur-Orge le 26 mars 1944. 
Il meurt en fonction le 10 février 1947. C'est à un de ses disciples, l'abbé Paul Louis ancien trésorier de la Saint-Georges, que revient la charge du compte-rendu des obsèques célébrées le 14 février 1947. Le 16 février, le journal La Croix de Seine-et-Oise lui consacre un important article où l'on relève « La Saint-Georges devint alors la grande société du diocèse. Son directeur contribua, aux côtés du bon docteur Paul Michaux au bon renom de la discipline - toute chrétienne - de la grande Fédération gymnastique et sportive des patronages de France ». Le 22 un service solennel dans la basilique d'Argenteuil regroupe plus de 500 personnes. Son frère aîné, le chanoine François Batut, est alors curé de Sannois.

### Les Faisans de Villeneuve-le-Roi
Dès 1929, l'abbé Batut s'empresse de lancer l'association de gymnastique des Faisans du Parc présidée alors par Charles Vannereau. Avec l'aide de son vicaire — l'abbé Émile Roth qui fut, comme Paul Louis, son disciple à Argenteuil — il en fait rapidement un des plus importants patronages de la Seine-et-Oise. Il organise également une colonie de vacances dans la ferme du Creux qu'il a repérée avant de quitter Argenteuil à Lélex dans l'Ain, près de celle de la Saint-Georges au hameau du Niaiset.

## Notoriété
À Argenteuil, un jardin public jouxtant la basilique est inauguré le samedi 20 octobre 2012 et dédié à la mémoire « des deux abbés » : Joseph Batut et François Spahnagel.
À Villeneuve-le-Roi une installation sportive porte le nom de Joseph Batut.